# 斬撃のREGINLEIV
『斬撃のREGINLEIV』（ザンゲキのレギンレイヴ）は2010年2月11日に任天堂から発売されたWii用アクションゲーム。

## 概要
本作は、北欧神話の世界を舞台にしたアクションゲーム。若き神の兄妹「フレイ」と「フレイヤ」を操作して、巨大かつ大量の敵を剣や魔法で打ち倒していく。製品版タイトルの『レギンレイヴ』とは、原作である北欧神話に登場するワルキューレの名前で、「神々を継ぐ者」「神々の残された者」などといった意味合いを持つ。ただし、元のレギンレイヴの綴り字は“REGINLEIV”ではなく“REGINLEIF”である。2008年10月に開催された「任天堂カンファレンス.2008秋」において初めて発表され、当時の名称は『ダイナミック斬』であった。
操作体系としてはリモコンの「ポインター」を使用し、振る武器はポインターを素早く画面内で動かすことで直観的に攻撃できる。ポインターを使用するためポインターが画面から外れると警告表示されるが、Wiiモーションプラスを使用することで画面からはみ出しても攻撃操作ができるようになる。オフラインとオンライン別にセーブデータが分かれており、またミッション進行が異なる。オンラインでは最大4人での協力プレイが可能。
開発はサンドロットが担当し、同社開発で任天堂発売の作品は『超操縦メカ MG』に続き2回目となる。なお、スーパーロボットや特撮風の作品を主とするサンドロットとしては、初めてのファンタジー世界を舞台とした作品である。世界設定や操作方法こそ大きく異なるものの、友軍と共に夥しい敵の群れを相手に戦い、武器の新調やプレイヤーキャラの強化をしながら数多くのミッションに挑むというゲームの流れはサンドロットの代表作地球防衛軍シリーズをほぼ踏襲しており、いわば「ファンタジー版地球防衛軍」と言える。
大量の出血や部位破壊・切断などといったような、過激な表現が多く含まれ、任天堂発売のソフトでは初めてCERO：D（17才以上対象）となった。また、本作のレーティングがきっかけとなって、それまで一貫して白だったWii用ソフトのパッケージは、CERO：C（15才以上対象）以上のものに限り、対象年齢が高いことを意識させるために黒になり、その後発売されたWii・ニンテンドー3DS・Wii U用ソフトの全てに同様の措置が取られているが、Nintendo Switch用ソフトでは行われていない。
販促の一環として、一部のTSUTAYA店舗にて2010年1月21日から3月31日までの期間限定で無料体験版のレンタルが実施された。レンタル期間は2泊3日～1週間（店舗によって異なる）。
Wiiチャンネル『みんなのニンテンドーチャンネル』では、2010年2月24日から2011年2月2日までの期間「みんなのおすすめ」において全対象の平均評価で最高ランク「プラチナランク（おすすめ度平均95～100点）」を獲得していた。ランク付けが厳しい同コーナーでは『428 〜封鎖された渋谷で〜』（2010年7月までプラチナ）とともに全対象平均プラチナランクの当時の長期記録であった。（後にこの記録はゼノブレイドによって破られている）現在はゴールドランク（おすすめ度平均90～95点）となっている。
2015年2月18日より、Wii Uのニンテンドーeショップでダウンロード版の販売が開始された（Wii UのWii互換機能を応用したもの）。Wii U GamePad単体でのプレイが可能になっている。

## 登場人物
主人公や神々、並びに人間は北欧神話の設定から一部ゲーム用に設定が変更されている。また、本作では登場しなかった神々や伝説の生き物が存在する。なお、ゲーム雑誌『ニンテンドードリーム』でのイラストレーターへのインタビューで没になったドワーフのイラストが公開されている。

### 主人公
フレイ
声：浪川大輔
男性主人公。人間の男性の姿を模した神。武芸に秀で、その実力はアスガルド屈指を誇る。ゲーム内においては神テュールを剣の師と仰いでいる。巨神がミズガルドに侵攻して来たことをいち早く察知、妹・フレイヤと共に主神オーディンに嘆願し、地上を守る為に戦いに赴く。正義感が強く生真面目だが、地上で人と共に戦って行く内に徐々に彼らに感化されて行く。
フレイヤ
声：遠藤綾
女性主人公。人間の女性の姿を模した神。剣の腕は兄・フレイにはやや劣るが、フレイには扱えない魔法の武器を使いこなす魔法戦士。フレイをとても慕っており、アスガルドにおいて彼女に心を寄せる神は多いがフレイ以外にあまり心を開かない。普段の態度はお淑やかそのものであるが、フレイのいないところでは、位が上のものであっても、乱暴な言動を見せることもある。本編中ではフレイと別行動を取ることもあり、その場合はNPCの援護が無い場合が殆ど。剣・大剣を用いた近接戦闘における攻撃力や体力はフレイに劣るが、槍・弓・各種杖等、魔力を行使する武器を持たせればその火力はフレイに勝る。
兄への依存心は強く、中盤ではブリュンヒルデやラーンなどに兄離れが出来ないことを咎められることもあったが、本人はまったく意に介さなかった。

### 神々
※一部を除き戦闘には参加しない。
オーディン
声：大塚芳忠
アスガルドに住むすべての神々を統べる存在。巨神族の出現は来たる最終戦争ラグナロクの前触れとし、神々に対し決戦に向けて軍勢を整えるよう命令する。手にしている槍「グングニル」は圧倒的な破壊力を持つ。
ブリュンヒルデ
声：沢城みゆき
NPCとして戦闘に参加する戦乙女（ワルキューレ）。オーディンの娘にして半神。エインヘリヤルを率い強力な魔法槍で巨神すら圧倒する。神々による最終決戦への準備が着々と進む中、何故かミズガルドへと降り立ち窮地に陥っていたフレイに加勢することがある。
イズン
声：折笠富美子
黄金のリンゴを食べることで年を取らずに少女の姿のままでいる、若さを司る女神。フレイ兄妹に協力的で、戦う力は持たないが、人間と共に戦うフレイ兄妹に様々な助言を送る。だが、まれに間違った戦況報告をしてしまう。
トール
声：江原正士
強力無比なハンマー「ミョルニル」を振るう「雷神」。オーディンをも上回る実力を持つ。ミズガルドへの軍の派兵が無理なら自分が、とオーディンに申し出るも却下されてしまう。
テュール
声：石川英郎
剣の腕はアスガルド一を誇る「武神」。フレイの剣の師匠でもある。トールと共に自らもミズガルドへと赴かんとするがオーディンにより止められる。その後、ミズガルドへ向かうフレイ兄妹に対し「守りに徹し、生き抜け」とアドバイスする。
フリッグ
声：大原さやか
高貴な女神で、オーディンに次ぐ地位を持っている。ミズガルドの民に対し、巨神に対抗できる兵器「塔」の製作を指示している。危機が迫ると取り乱してしまいがち。
ヘイムダル
声：大川透
角笛ギャラホルンを持つアスガルドの番人。相次ぐミズガルドへの巨神の侵攻に対し、神々の軍を派兵するようオーディンに進言する。
ロキ
声：郷里大輔
太古の昔にオーディンにより封印された伝説の巨神。オーディンをも上回る強大な魔力の持ち主とされる。永らくアスガルドに封印されていたが、巨神進行の混乱に乗じて、封印状態のままミドガルドへと脱出する。
なお、ロキの声を担当した郷里は本作発売の前月に他界しており、このロキの役が遺作の一つとなっている。

### 主人公の仲間たち
※NPCとして戦闘に参加する。
シグムンド
声：中井和哉
北方の森の民であるヴェルズング一族の若き長。彼の一族は北方の4つの村を支配している小領主である。子供の頃より、機敏で頭も切れるとして、一族の将来を背負う事を期待されていた。弓と剣を父シグルス（先代の長）から叩き込まれ、今や誰にも負けない程の腕前となった。狩猟の腕もベテランが舌を巻く程である（以上公式サイトより）。誇り高い戦士で、勇猛果敢で無鉄砲といえる行動も目立つが、巨神と戦うために民が一丸となる必要性をいち早く理解し、フレイたちの正体に気づくなど優れた洞察力ももつ。森の民に対し様々な問いかけをして戦意を鼓舞し、フレイも絶望的状況に追い込まれていく中で彼から言われた「勝てるから戦うんじゃない」という言葉が再び奮い立たせることとなる。
名前のモデルとなったシグムンドは原典の神話に登場する人間の英雄からだが、生い立ちなどの設定は異なる。彼が時折口にする亡き父・シグルスとは元の神話におけるシグムンドの息子の一人で、彼ら一族の名であるヴェルズング（ヴォルスング）とは『ヴォルスンガ・サガ』におけるシグムンドの父の名前である。
ヘルギ
声：三宅健太
ヴェルズング一族の一人でシグムンドの従兄弟。身体は大きいが気が小さく、根は単純で陽気。リーダーとしての資質は無いが副官としてシグムンドを支えるべく努力しているつもり。戦士・狩人としての腕は悪くない。物語が進むにつれてシグムンド同様勇敢な戦士となって行く。
ヘルギ（Helgi）とは、元の神話におけるシグムントの息子の一人（シグルスの兄）の名前である。
レギン
声：小山剛志
村々から恐れられる凶暴な民、狂戦士のリーダー。体格を見ただけで相手が竦んでしまう程の野獣のような凄みを持った巨漢で、熊の毛皮を頭から被っている。大小2振りの手斧で戦う。戦場では情け容赦の無い恐ろしい戦士だが、一方で仲間と認めた者に対しては陽気で豪快な面倒見の良い親分肌の性格である。仲間への愛も強く、村の民や友好関係にあったヴァイキングたちを虐殺された際は凄まじい怒りを露にした。普段はヴェルズング一族らと対立しており、登場当初シグムンドとヘルギを抹殺せんとしていたが、巨神の登場により済し崩し的に協力体制を取り、以降頼れる仲間となる。フレイの正体を明確に知る前から好感を示して、シグムンドとともにフレイの人間に対する見方に影響を与えた。
名前の元は、シグルスの伝説に登場する小人のレギン。なお、後述の巨神族ファフナーは元の神話においてレギンの兄である。
ヴェルンド
声：三木眞一郎
北方の小領主で、シグムンドの友人。戦で死んだ父の跡を若くして継いだ。シグムンド、レギンに比べて博学で理性的。北の民としては珍しく、南方の文化に興味を持っているが、当初ラーンと文化の違いに関して口論をしていた。彼の村は職人を多数抱えており、普段は革や木材で出来た工芸や建築を行っていたが、祖父の代からはフリッグのお告げを受けたことで密かに巨神対策の「塔（車輪の付いた櫓）」の製作を進めていた。戦士としての腕は一流でシグムンドと肩を並べる程で、彼に対する対抗心を呟くこともある。戦いが激化するにつれ望郷の思いが募り、フレイらの下を離れてヘルギと共に北に向かう。
ヴェルンドは、北欧神話をモデルとした伝承の多くに登場する鍛冶屋の名である。
ラーン
声：佐藤利奈
南の王国「ブルグント」の新米女性兵士。ブルグント兵の基本装備である片手剣と弩（いしゆみ）を扱う。僻地である北部の砦に配備され、退屈な日々を送っていたが、巨神族の侵攻を受け絶望的な戦いに巻き込まれていく。巨神族の侵攻を知らせにきたフレイに一目惚れし、何かとアプローチをかける一方、シグムンドら北の民を「蛮族」と毛嫌いしている。
グンター
声：石塚運昇
南の王国「ブルグント」の王。民からの人望に厚い賢王で、一方で戦局に対して弱音を吐くこともある。自らも武芸に優れており、前線で兵を鼓舞しながら戦う。フレイヤから巨神族の侵攻、ラグナロクが始まったとの報告を受け、即座に全軍を以って対抗することを決意する。
グンターとは、北欧神話をモデルとしたオペラ『ニーベルングの指環』の第4部『神々の黄昏』におけるブルグント国王の名前。なお、ブルグンドは元の神話中にも小登場する国だが、かつて実在したゲルマン人の一派とその民による国家の名前としても歴史上に実在している。
ハーゲン
声：稲田徹
ブルグント国の中でもトップクラスの実力を持つ兵士で、「竜殺しのハーゲン」「ガルム」とも言われる実力者。背に差した長剣を武器とする。実直な性格で、常にブルグントのために戦う。その実力はグンターからも信頼されており、巨神に対しても引けを取らない。
『神々の黄昏』におけるハーゲンは、グンターの異父弟（作品によってはブルグントの重臣）である。
アルヴィルダ
声：植田佳奈
ブルグント国の隣国「ゴート」の姫君。巨神族に苦戦するブルグント軍の援軍として兵と対巨神用新兵器「サラマンデル」を引き連れ、駆けつける。自らも弩を使い奮戦する。その言動は放漫極まりないが、その一方で国の指導者としての心の強さも併せ持ち、王族は民のためにあるとする高潔な人物。ゴート国の兵は崇拝とも言えるほどの忠誠をみせており、「アルヴィルダ様の為にー!」と一斉に叫び、巨神に立ち向かっていく。当初は自軍に絶対の自信を持っており一人走りも目立ったが、フルングニルとの戦い以降は全面的な共闘を決意する。

### 敵の勢力

#### 巨神の軍勢
霜の巨神（巨神族）
太古の巨神ユミルを始祖とし、古くから神々と敵対していた存在。数千年前の神々との戦争に破れ、海の彼方にあるヨトゥンヘイムへ追放されていた。だが、月日とともに繁栄を遂げていき、ついに数百万という規模に軍勢を拡大。そして神々や人間達を滅ぼす最終戦争（ラグナロク）を起こすべく進軍を開始した。
若者であっても身長は5メートル近くあり、数百歳では15メートル、数千歳の者になると30メートルという途轍もない巨体で、更に手足がもげてもすぐ再生する等、生命力が強い。主な武器は棍棒やハンマーなど。
人間や神々と同じ知能を持ち、戦闘時は闇雲に暴れるのではなく臨機応変に対応する。「ユミルを殺害して世界の覇権を奪った神々と、その眷属たる人間を滅ぼし、巨神の世界を取り戻す」という目的のために戦っている。
公式ホームページや『みんなのニンテンドーチャンネル』における紹介ムービー「巨神族の紹介」では、小・中・大それぞれの巨神の大きさを「キリンくらい・ヨットくらい・姫路城くらい」と解説している。
巨神の魔術師
巨神族の高僧。その膨大な魔力を使い空中浮遊している。自身は攻撃能力を持たないが、近接武器が届かない高さから霜の巨神や飛竜リンドブルムなどを召喚してくる。
青色で大型の強化版、「巨神の大魔術師」もいる。
風の巨神
魔法攻撃に長けた巨神で、右手の長杖からは単発だが超長距離射程の風の球を、左手のバトンのような短杖からは中～近距離射程の風の矢を連続で発射してくる。
オンラインモードには青色の強化版の「暴風の巨神」が登場する。
フルングニル
巨神族の中で勇者と呼ばれる戦士。一般的な霜の巨神とは大きく容姿が異なり、三つの頭部に獣のような毛皮と尾、石のように強固な皮膚を持つ。三つの命を持ち、三つの頭部全てを破壊しないと死なない。武器は柄の両端に半月型の刃を持つ特異な二刀流の剣。あらゆる点において他の巨神を凌駕する戦闘力と再生力を持ち、戦闘力はトールと互角とまでいわれている。
オンラインモードには強化版の「金色（こんじき）の勇者フルングニル」が登場する。
ファフナー
巨神族の大魔術師で、その魔術によって巨大な魔竜に変身している。背中の翼で自由に飛びまわって、口からは炎を吐く。遠距離武器などで翼を破壊しても時間が経つと翼が再生し、また飛行してしまう。
オンラインモードには強化版の「黄金竜ファフナー」が登場する。
フリム
霜の巨神たちの王者。ユミルから直接の血統であるという古の巨神で、50メートル近い体躯を持つ。巨神族の秘宝である、黄金の鎧「ウートガルザの鎧」を身に着けることで強力な魔術を操り、身体能力や格闘戦力も高い最強の霜の巨神。鎧の中枢を破壊しない限りは、魔法による強力な遠距離攻撃を多用してきて、フリム本体にダメージを与えることもできない。
リンドブルム
巨神の魔術師に召喚されるなどして、集団で現れる小型の飛竜。近づいて火炎弾を吐き出して攻撃する。他の敵と比べると耐久力は低いが、スピードがあり的が小さい。
オンラインモードには赤色の強化版の「ニーズホッグ」と、青色の強化版の「フレースヴェルグ」が登場する。ニーズホッグは耐久力がかなり向上している上、炎を大量に吐く。フレースヴェルグはニーズホッグよりも耐久力は低いが機動力が高く、威力の非常に高い青い炎を吐く。
巨神騎兵
サイに似た大型の四足獣に跨り戦場を駆ける巨神族の騎兵。攻撃方法はプレイヤー目掛けての突進と巨体による踏みつけ。徒歩で移動する霜の巨神と比べ、その突進力は凄まじく、進路上にあるものを問答無用で跳ね飛ばす。
アウズンブラ
巨神が騎獣として使うゾウのような魔獣で、体長約70メートルと巨神よりも更に大きい。神が誕生するより前からある大地の裂け目、ギンヌンガガプから生まれたとされる。その歩みは地響きを起こし、近づくことすらままならない。
ナグルファル
巨神族が途方もない歳月をかけて建造していた巨大な魔法の戦艦。多数の巨神戦士を収容可能で、水上航行だけでなく飛行や潜水も可能。「巨神の槍」という魔力を放出する武器を装備している。死者から抽出した魔力を結晶化した「死者の爪」を艦尾に取り付けて動力としている。
元の神話と違って建造にヘルは関わっていないが、オンラインモードでは終盤にヘルが死人の船として復活させて用いてくる。
スヴァルトヘイムの魔物
ファフナーが呼び寄せた、地底世界スファルトヘイムに生息する魔物。サソリに似た姿で、群れを成して行動する。こちらに近づいて爪で斬りつけたり、少し離れて毒霧を噴射してくる。巨神ほど大きくはないが、それでも人間よりは巨大で、かつ数十万匹の規模がある。
赤い色をした強化版の「地熱の魔物」もいる。

#### 3つの悪魔
かつて神々と巨神の戦いの最中にロキが創り出した3体の怪物と、その眷属たち。3体のいずれもが、神々はおろか、巨神を含めた世界の全てを容易く滅ぼせるほど絶大な力を持つ。神々も存在自体は知っていたが、その素性や行動を起こさない理由に関しては不明の状態だった。
巨神族たちや創造者のロキ自身でさえ戦慄したほどの存在であり、3体ともロキが全力を持って封印していたが、ロキの死によって封印が解かれ、真のラグナロクを起こすこととなる。
ヘルとスルトの勢力の名称は公式ガイドブックより。
ニヴルヘイムの死せる軍団
封印が解かれたヘルの力により、冥界ニヴルヘイムから現れた死霊の軍団。倒すことは可能だが、戦闘力は生きた巨神以上で、死霊ゆえに倒されてもニヴルヘイムから再進軍するため、ヘルが存在する限り軍勢の数は無限。ニヴルヘイムとは、スヴァルトヘイムよりも更なる地底深くに存在する、死後ヴァルハラへ向かわなかった者の魂が堕ちる冥府の世界。闇と冷気に包まれた果てしなく広大な洞窟であり、大河ギョッルやヘルの居城であるエルヴィトニルの宮殿などが存在する。
死せる巨神
ヘルの魔力によって「生ける屍」となり蘇った巨神。体内から黒い触手状のものが生え、腐敗した体に絡み付いている。這いずって動き、素手で攻撃してくるが、パワーやスピードなどあらゆる点が生前よりも強化されている。特に耐久面の強化が著しく、腕や下半身が切断されるとその瞬間から再生が始まるほど再生力が高く、攻撃を受けてもほとんど怯むことがない。漂う死霊や死せる巨狼を召喚することもある。
なお、ゲーム中のイズンの台詞とは異なり、頭を切り落とさなくとも撃破は可能だが、その場合は膨大な攻撃を胴に加えなくてはならない。
骸骨（がいこつ）巨神、髑髏（どくろ）の戦士
肉が朽ち果てて骨だけとなった巨神で、死せる巨神の上位にあたる。再生力は死せる巨神に劣るものの、胸に埋め込まれた「命の玉」を破壊しない限りはどんなに他の部位を壊されても活動を停止しない。
骸骨巨神は巨神族（中）ほどの大きさで、死せる巨神よりスピードが劣り再生能力も低いものの、パワーが強化されている。骨の棍棒を持ち、下半身を失っても腕だけで素早い歩行が可能。
髑髏の戦士は巨神族（大）並に巨大な上に武装している。衝撃波を放って遠距離攻撃ができる柄の両側に刀身を持つ曲刀と、こちらの魔法を跳ね返すとともに魔法弾を放つことが可能な盾を装備し、突進踏み付けを行うなど攻撃パターンも多彩である。
オンラインモードには、それぞれの強化版である「不死身の骸骨」と「不死身の髑髏」が登場する。
漂う死霊、死せる巨狼
死せる巨神とともにニヴルヘイムから現れた死霊たちで、戦闘力は死せる巨神より劣るが、膨大な数で相手を圧倒する。
漂う死霊は巨神の頭部だけが浮遊している怪物で、近くに敵を発見すると口から嘔吐するように泥状の毒液を吐き出してくる。死せる巨狼（イズンは「死せる獣」と呼んでいる）はオオカミの死骸の姿をした死霊で、パワーや耐久力は低いがスピードやジャンプ力が非常に高く、群れを成してこちらに襲い掛かる。
オンラインモードには、死せる巨狼の強化版である「不死身の巨狼」が登場する。
ヘル
ニヴルヘイムの支配者で、「冥王」「奈落の主」などとも呼ばれる死を司る神。外見は、司祭のような姿をした巨大な黒い骸骨である。ロキが生み出し封印していた「3つの悪魔」の一つで、自身の居城である冥界最深部のエルトヴィニルの宮殿で眠りについていた。生死を操ることができ、死霊の軍団をアスガルドとミドガルドへ送り出した。膨大な死霊を生み出せたようにロキをも上回る絶大な魔力を持ち、その身体は粉々にされようとも命の玉が無事な限りは無限に再生できる。戦いの際は、背中より伸びる4本の触手状の骨の腕を駆使して、足が破壊されても腕や触手で歩きつつ、口や触手からの強力な魔力弾で攻撃する。
オンラインモードでは白い分身体「冥王の影」が2体同時に登場する。
なお、原典の神話におけるヘルは女性だが、本作では「王」「神」など男性形が使われている。
ヨルムンガンド
封印が解かれた「3つの悪魔」の一つで、「世界蛇」「世界を呑みこむ大蛇」とも呼ばれる、身体の前後に頭を持つ途轍もなく巨大な空飛ぶヘビの魔獣。その巨体は魔船ナグルファルをも凌ぎ、体長は2000メートルにも及ぶ。凄まじい攻撃力に加え、グングニルやミョルニルの直撃にも耐える絶大な生命力、地上の空全体を不気味な光で覆い尽くすほどの邪悪な魔力を持つ。口からは大量の猛毒を吐いて、体表からは魔力の光線を無数に放ち、追い詰められるとスヴァルトヘイムの魔物の召喚や、大爆発を起こす誘導弾を腹部から大量に放つなど、更なる魔術を見せる。
フレイたちが戦う時のヨルムンガンドは、アスガルドでの戦いで大きく体力を消耗するとともに激しく傷ついた状態であり、本来よりも大幅に弱っていた（戦闘終了時の台詞によると、既に瀕死だった）とされている。
ムスペルヘイムの炎の騎士
世界の果てにある灼熱の国ムスペルヘイムに住まう、ロキの「3つの悪魔」の一体であるスルトが生み出した炎の巨神ムスペルの軍勢。スルトの封印が解けたことでストーリー終盤において進軍を開始し、世界の全てを焼き尽くそうとする。個々の戦闘能力が極めて高く、軍勢の総数が300万体にもなるという、質・量ともに最強の軍団である。
ムスペル
スルトの眷属である炎の巨神。「炎の騎士」や「魔神」とも呼ばれる。本体である灼熱の炎が金属や機械を憑いとして身体を構成しており、人型をした炎やマグマが鎧を纏ったような姿をなす。金属部はあくまで仮の身体であるため、下記のように分離して飛行人形など別の機械に作り変えることも出来る。手にした長杖や身体そのものから放出する火炎や魔術による圧倒的な破壊力に加え、凄まじい耐久力と再生力を持ち、個々が神々を上回る戦闘能力を持つ。
身体の赤みが強い個体が登場することがあり、このムスペルは遠距離攻撃をしない代わりに、積極的な接近戦を試みてくる。
ムスペルヘイムの兵器
ムスペルたちが用いる自律稼動型の兵器。ムスペルとは違い、こちらは完全な機械である。ムスペルよりも遥かに小型で再生能力もないが、攻撃能力と機動力はかなりのもので、さらに膨大な数で登場し、数で他の軍勢に劣るムスペルたちを補完する。
ステージによっては、これらの兵器を無限に転送し続けるジェネレーターが登場する。
マグマゴーレム
内部に充填した灼熱のマグマを動力とする接近戦用の機械人形。腕は伸縮自在で数十メートルも伸び、赤熱化した左右の腕を時間差で伸ばすパンチ攻撃を放つ。ホバリングで移動するため軽快に動け、100メートル以上も上昇できる飛行能力も併せ持ち、飛行しながらの攻撃も可能と汎用性が高い。
飛行人形
ムスペルが身体の金属部を分離し、生命を与えることで生み出した分身体ともいえる遠距離専用の小型の飛行兵器。常に浮遊しながらUFOのような動きで高速移動して、敵を発見すると一旦移動をやめて無数のレーザーを掃射する。難易度設定が上昇すると、より強力な極太の熱線を放つようになる。
炎の王 スルト
「3つの悪魔」最強の存在で、ムスペルの創造者である「炎の王」や「灼熱の化身」などとも呼ばれる炎の魔神。神々の中でもムスペル以上に伝説となっていた存在で、姿を実際に見た者はフレイとフレイヤまで誰もいなかったという。憑いである金属は他のムスペルと異なり黒色でかつ全身を覆っており、溶鉱を充満した巨大な漆黒のロボットやプレートアーマーとでも言うべき容姿を持つ。この巨神姿は仮のものに過ぎず、身体を変幻自在に作り変えることが可能。その本質は、世界の全てを焼き払って無に帰す炎そのものであり、全てを焼きつくすことで世界を清める創造の化身でもある。
本作の最終ボス として、ラグナロクの最後にフレイとフレイヤの前に現れる。戦いの際は、背中や脚部に巨大な翼を持つフェニックスのような飛行形態や、圧倒的な巨体と火力を持つ飛行要塞、全ての力を解放した炎の要塞へと変身を行いながら猛攻をしかけてくる。

## 武器
フレイとフレイヤごとに5種類ずつの武器が用意されており、装備できる武器は全て個別に専用のものとなっている。武器は、敵を部位破壊ならびに撃破することで得られる複数種の「結晶」を消費することでレベル強化、および新たな武器を作れるシステムである（フレイよりも結晶を回収しにくいフレイヤは、実際の結晶の獲得数に×1.25した数がステージ終了時の結晶獲得数になる）。武器生成はツリー形式となっており、武器を作る際、別の武器が制作済みであることが条件に含まれる物もある。使う結晶の内、「マナ結晶」は耐久力である鎧の強化にも使うことができる。フレイは一度の鎧強化で耐久力が20増えるが、フレイヤは10しか増えない。鎧の耐久力の最大値はフレイが200300でフレイヤが100250。
フレイは、「剣、大剣、槍、ハンマー、弓」の内、2つを装備できる。フレイヤは、「剣、大剣、槍、弓、杖など」の内、1つを剣か大剣、残り2つを槍、弓、杖の計3つを装備できる。なお、フレイヤが使用する武器のうち、槍、弓、杖は魔力を消費し、魔力を回復するためには剣か大剣で攻撃して魔力を吸収する必要がある。
武器は攻撃有効範囲が設定されており、基本的に近接用の武器でも、ある程度遠くまで届くようになっている。振る武器は縦攻撃（振り下ろし、振り上げ）、横攻撃、という3つに分類されており、攻撃範囲や威力がそれぞれ異なる。大半の武器は一定のタイミングで攻撃することで「連撃」になり、連撃をつないでいくことでより威力の高い攻撃が可能になる。モーションは弱・強・絶の3つで、より強力な攻撃ほどモーションが長くなる（一部武器では同じモーションでも硬直時間に違いがある）。
剣（一部の武器名や、紹介ムービーでの名称は「長剣」）
片手剣と盾。振る武器に分類される。素早く攻撃でき、盾を持つためガード性能もよく、癖も少ないため扱いやすい。一発あたりの攻撃力が低いため手数が必要になることと、強攻撃以上でなければ複数の敵を貫通する効果が無いのが欠点。
大剣
両手もちの大きな剣。振る武器に分類される。剣より高威力で攻撃範囲も広くなっているが、その分隙も増えている。貫通能力を有していることも多く、敵や障害物を超えて中距離で多くの敵を薙ぎ払えるところが強み。ガード性能は剣より低い。
ハンマー
フレイのみが装備できる巨大なハンマー。振る武器に分類される。大剣より高威力、特に振り下ろす攻撃が絶大な威力を持つが、攻撃距離が短く、隙もかなり大きくなる。ただし、攻撃モーション中に攻撃を受けてもモーションが中断されなくなる効果があり、ダメージもある程度軽減される。ガード性能は低いが、上位武器になればダメージ軽減効果をガード感覚で使える程に高くなるものもある。ポインターでなぞった線より命中判定が広いため、ダメージで攻撃場所がずれてもそのまま命中させることもできる。また、武器データの記載よりもリーチもやや長い。
なお、ハンマーの攻撃は相手の頭部を攻撃した際に大幅なダメージの補正がかかるようになっており、頭部を攻撃する場合は他の武器よりも効率が悪くなってしまう。
槍
狭い範囲を突く武器。Wiiリモコンでポインタで狙いを定め、リモコンを前へ押すように使用する（クラシックコントローラーでは照準を合わせてボタンを押すだけで攻撃でき、操作上他の武器より少し狙いやすい）。遠くを攻撃でき、連撃が可能。フレイの場合は一点、あるいは複数点を攻撃でき、敵の部位破壊にも有効。敵に対する貫通性能のあるものが多い（障害物は貫通できない）。リモコンを捻ることで拡散方向を変えることが可能。上位武器になると攻撃距離が100mを超えるものまである。フレイヤの場合は穂先から稲妻を放射する。おおよそフレイのものと同じであるが、稲妻は複数に分散して放射されるものが多く、地形に対して反射する。稲妻の分散方法も、一点集中、一定距離で収束、そのまま分散などに分かれる。
なお、武器の外見に関しては一部例外はあるものの、フレイ用は細長い竿状の柄を持つポールウェポン状のものが、フレイヤ用は鍔が付いたランス状のものが多い。
弓
遠くにいる敵を射る、中～遠距離用の武器。Wiiリモコンのボタンを押しながら手前に引いた後、ボタンを離して発射する。一度に複数の矢を射る弓の場合、リモコンにつないだヌンチャクを捻ることで構えた弓の角度を変更、拡散する矢の向きを変えることができる。フレイの場合は弓を引き絞るマーカーが表示され、十分に引き絞ったところでポインタで狙ったところを直接攻撃する。矢に貫通性能があるものや、引き絞りに時間がかかるものもある。フレイヤの場合は、狙った敵をロックオン（武器によっては多重ロック可能）し、発射後に自動追尾するものが存在する。
フレイ用、フレイヤ用の両方とも、火矢を射るタイプの弓があり、火矢の着弾地点に爆発を巻き起こして、その爆風が届く範囲内にいる敵全てにダメージを与えることができる。しかし、敵だけでなく味方（自分自身も含め）も巻き込んでダメージを与える危険性がある。この爆風は、ハンマー攻撃以上に大きな頭部へのダメージ補正がかかってしまう。
杖
フレイヤのみが装備できる杖。「氷」「風・光」「炎」「王笏・宝剣」の4つの属性に分かれており、それぞれ攻撃特性が異なる。
氷の杖、風・光の杖、炎の杖は、槍や弓の操作と同様にWiiリモコンのポインタを動かして照準を合わせ、ボタン操作で玉を発射する。氷の杖は氷弾をマシンガンやショットガンの様に連続して撃ち、風・光の杖は単発、または放射し続けるレーザーを打ち出し（発動までに溜め時間がある）、炎の杖は火をまとう爆裂弾を使った爆撃による範囲攻撃が可能（上記の火矢を射るタイプの弓同様、敵味方の区別無くダメージを与え、頭部への大きなダメージ補正がかかる）。
王笏と宝剣はリモコンを振って様々な属性の弾を振り放つようになっており、連撃の動作をとることが可能。氷弾や電撃などの属性ごとに、放たれた弾が重力や障害物の影響を受けるか、着弾時に爆発を起こすかなどが異なっている。また、中には「魔石」という地面を転がった後に一定時間たつと爆発する手榴弾のような弾をばら撒くものもある。
なお、杖の攻撃は爆風以外の弾であっても、ハンマーほどではないが頭部への攻撃に対するダメージ補正がかかる。

## 主な開発スタッフ
プロデューサー山上仁志　(任天堂)
ディレクター吉川和宏　(任天堂)
シナリオ/ディレクター本間毅寛　(サンドロット)
メインプログラミング/ゲームディレクター野口俊雄　(サンドロット)
キャラクタモデリング冨田大道　(サンドロット)
キャラクタデザインHACCAN
モンスターデザインsanbasou
コンポーズ/サウンドデザイン/MA高田雅史